# Rifreddo
Rifreddo – miejscowość i gmina we Włoszech, w regionie Piemont, w prowincji Cuneo.
Według danych na rok 2004 gminę zamieszkiwało 1030 osób, 171,7 os./km².